# Malden, Massachusetts
Malden är en stad i Middlesex County i Massachusetts. Vid 2010 års folkräkning hade Malden 59 450 invånare.

## Kända personer från Malden
- Jack Albertson, skådespelare
- Gary Cherone, sångare
- Erle Stanley Gardner, författare
- Norman Greenbaum, sångare
- Ed Markey, politiker
- Frank Stella, bildkonstnär